# 外绝缘
外绝缘是指对于电气设备，设备外壳之外，所有暴露在大气中需要绝缘的部分。而相對於外绝缘，电气设备外壳之內，不會直接暴露在大气中的绝缘稱為內绝缘。
目前所有外绝缘均采用空气作为绝缘介质。输电线路中，架空线（懸在高空的高壓輸電線）采用空气绝缘，属于外绝缘；而发电厂和变电站中，其绝缘也采用空气绝缘，属于外绝缘。